# Lokostrelec in Suličar
Lokostrelec (angleško The Bowman) in Suličar (The Spearman), znana tudi kot Konjeniška Indijanca, ali preprosto Indijanca, sta dva bronasta konjeniška kipa, ki stojita kot vratarja na Congress Plaza, na križišču Ida B. Wells Drive in Michigan Avenue v čikaškem Grant Parku, v ameriški zvezni državi Illinois. Kipa je v Zagrebu izdelal hrvaški kipar Ivan Meštrović in jih leta 1928 postavil na vhod v park. Financiranje je zagotovil Sklad Benjamina Fergusona.

## Opis
Vsak kip je visok 17 metrov in stoji na vrhu 18 metrov visokega granitnega podstavka. Ko je bilo območje prvič zasnovano, sta bila kipa namenjeni varovanju velikega stopnišča v park. Vendar je bilo to stopnišče odstranjeno, ko je bil Congress Parkway podaljšan v 1940-ih. Raziskave iz leta 2006 so pokazale, da je napise na podstavkih, ki sta jih zasnovala arhitekta Holabird & Roche, izdelal kipar Rene Paul Chambellan.

## Zgodovina
Ideja o postavitvi velikih kipov na vhod v park izvira iz načrta Čikaga iz leta 1909, ki ga je izdelal slavni urbanist Daniel Burnham. Burnham, človek vizije in karizme, je močno vplival na to, kako se obrežje jezera zdi danes. Zamislil si je ogromen park, ki se razteza od avenije Michigan do obale jezera, poln čudovitih vrtov, sprehajalnih poti in javnih umetnin. Sam Burnham pa je načrtoval, da bosta oba kipa »en indijanski in en 'Buffalo Bill' upodobitev osvajalcev belih pionirjev« , ki bi simbolizirala ameriško indijansko dediščino in njihov boj za širitev.
Nenavaden vidik kipov je, da obema figurama manjkata orožje, lok in puščica ter sulica. Izpuščanje orožja je bilo namerno, saj je umetnik raje »prepustil domišljiji, medtem ko je pozornost usmerjena na drzne linije muskulature tako človeka kot živali ter linearne vzorce konjskih griv in repov in pokrivala figur.« Kljub temu, da orožje dejansko nikoli ni obstajalo, je skozi čas obstajalo veliko teorij o njihovem domnevnem obstoju. Nekateri menijo, da je bilo vzeto kot del premišljene potegavščine, drugi pa imajo vtis, da je bila njihova odstranitev izkaz spoštovanja po dogodkih 11. septembra 2001.
En avtor je o teh delih dejal: »Najboljše Meštrovićeve monumentalne skulpture sta njegova čikaška Indijanca (1926–27), nista preveč očitno stilizirana: mišice na jezdecih so skoraj anatomsko realistične ... Ta kipa kažeta, kako pomembnejša je prava kiparska skulptura, občutek je kot ideologija, kajti Meštrović o idealih ameriških Indijancev ni vedel nič in ga zagotovo niso ganili.«
Po dokončanju številnih kipov v Evropi in drugih delih sveta se je Meštrović vrnil v ZDA in preostanek svojega življenja preživel kot slavni profesor najprej na Univerzi v Syracusi, New York, nato pa na Univerzi Notre Dame, Indiana.

## Lega
- Lokostrelec: 41°52′34″N 87°37′25″W / 41.87598°N 87.62348°W
- Suličar: 41°52′32″N 87°37′25″W / 41.87550°N 87.62348°W